# Morpho occidentalis
Morpho occidentalis är en fjärilsart som beskrevs av Felder 1862. Morpho occidentalis ingår i släktet Morpho och familjen praktfjärilar. Inga underarter finns listade i Catalogue of Life.